# 羅拔·高倫
羅拔·高倫（英語：Robert Koren，1980年9月20日—），是一名斯洛文尼亞足球运动员，司职中場，目前效力澳職球队墨爾本城。

## 生平
早年
高倫出身國內球隊，直到2004年才出國加盟挪超球會利尼史特朗，由於表現出色而獲多支英格蘭球隊青睞。
西布朗
2007年1月4日以波士文裁決免費加盟英冠球會西布朗，簽約18個月，另加一年優先續約。同年協助球隊取得聯賽第四位晉身升班附加賽，高倫正選參與全部3場賽事，準決賽兩回合累計4-2擊敗狼隊，惟於溫布萊球場以0-1僅負於打比郡而錯失升班機會。翌季展開前一次操練，高倫意外地遭皮球擊中眼部，因眼球出血一度失去視力4至5小時。9月14日高倫獲西布朗提供兩年新約並加一年優先續約。2007/08年球季終於協助球隊贏得聯賽冠軍及升班英超資格。但因整體實力不足，翌季以墊底成績降班返回英冠。
降班後西布朗保留基本陣容，只有領隊托尼·莫布雷（Tony Mowbray）轉投蘇超班霸而由接手，在英冠與另一支降班球隊紐卡素叮噹馬頭，順利取得聯賽亞軍及直接升班英超資格，高倫上陣34場及射入5球及3個助攻。球季結束後，即將以隊長身份帶領斯洛文尼亞出戰世界盃，但中場有人滿之患的西布朗選擇放棄與高倫的一年優先續約權，高倫成為自由球員。
侯城
2010年8月13日高倫加盟剛降班英冠的侯城，簽約兩年並有一年優先續約。

## 榮譽

### 球會
- 英格蘭足球冠軍聯賽: 2008

### 個人
- 奈森奖: 2006

## 外部連結
- National team stats （页面存档备份，存于）
- BIO on www.ofsajd.com （页面存档备份，存于）
- Player profile - West Bromwich Albion
- Player profile （页面存档备份，存于） - NZS
- 足球数据库：Robert Koren的球员统计数据